# Croton varelae
Croton varelae är en törelväxtart som beskrevs av Victor W. Steinmann. Croton varelae ingår i släktet Croton och familjen törelväxter. Inga underarter finns listade i Catalogue of Life.